# Karol Šafárik
Karol Šafárik (* 7. července 1939, Bratislava) je bývalý československý tenista, nejúspěšnější slovenský hráč 60. let a tenisový trenér.

## Sportovní kariéra
S tenisem začal v klubu Lokomotíva Bratislava, za který se probojoval do finále dorosteneckého mistrovství Slovenska. Z Lokomotívy poté přestoupil do kvalitnějšího oddílu Slovan Bratislava, kde byly lepší podmínky tréninku.
V roce 1959 reprezentoval zemi v Galeově poháru. Mezi lety 1961–1962 dosáhl nejlepších výsledků, probojoval se do finále mezinárodního mistrovství ČSSR, když porazil Howea, Komaromiho, Pavla Kordu, Bendu a ve finále prohrál s I. Gulyásem. Vyhrál několik kvalitních republikových turnajů a také zahraničních jako byly v Erfurtu, Zell am See (1967-68) a v Kremži. Roku 1962 vyhrál akademické mistrovství ČSSR a na univerziádě v Sofii skončil ve smíšené čtyřhře na 2. místě. V roce 1964 se stal mistrem ČSSR a mezinárodním mistrem Polska ve čtyřhře, přeborníkem Slovenska ve dvouhře pak byl v letech 1967 a 1971.
Od roku 1971 působil na pozici trenéra v Rakousku, přitom ještě aktivně hrál. V letech 1983 až 1995 trénoval Rakušanku Judithu Wiesnerovou. Dva roky byl také nehrajícím kapitánem rakouského fedcupového týmu, v Československu pak pět let zastával funkci ústředního trenéra juniorské reprezentace a byl prvním nehrajícím kapitánem slovenského fedcupového týmu.
Je členem Tenisové síně slávy Slovenska.